# Лохвицький район
Ло́хвицький райо́н — колишній район у північно-західній частині Полтавської області в Україні з центром у місті Лохвиці. Утворений 1923 року. Ліквідований 17 липня 2020 року. Населення становить 43 088 осіб (на 1 лютого 2016). На півночі межує з Чернігівською та Сумською областями, займає площу у 1,3 тис. км², що становить 4,6 % від території області. Із 17 липня 2020 року територія району включена у Миргородський район.

## Географія
Район був розташований в північно-західній частині Полтавської області, межував із Чорнухинським, Лубенським, Миргородським (два останні райони нині значно укрупнені), Гадяцьким районами, Чернігівською та Сумською областями, займав площу у 1,3 тис. км² (4,6 % від території області).
Відстань від м. Лохвиці до м. Полтава шосейними дорогами 180 км. Чисельність місцевого населення налічує 46 тис. осіб, у тому числі: міського — 20,7 тис. чол. (45 %), сільського — 25,3 тис. чол. (55 %).
В Лохвицькому районі зростають види рослин, які занесені до Червоної книги України (2009): Salvinia natans (L.) All., Crocus reticulatus Steven ex Adams, Gladiolus tenuis M.Bieb., Bulbocodium versicolor (Ker-Gawl.) Spreng., Anacamptis laxiflora (Lam.) R.M.Bateman, Anacamptis palustris (Jacq.) R.M.Bateman, Pridgeon & M.W.Chase, Anacamptis pyramidalis (L.) Rich., Dactylorhiza incarnata (L.) Soó, Epipactis helleborine (L.) Crantz, Listera ovata (L.) R.Br., Stipa capillata L., Stipa pennata L., Astragalus dasyanthus Pall., Adonis vernalis L., Pulsatilla pratensis (L.) Mill. subsp. nigricans (Stoerck) Zamels, Scrophularia vernalis L.

## Адміністративний поділ
| №  | Назва                          | Центр             | Населені пункти |
| -- | ------------------------------ | ----------------- | --- |
| 1  | Заводська міська рада          | м. Заводське      | м. Заводське c. Вишневе |
| 2  | Безсалівська сільська рада     | c. Безсали        | c. Безсали c. Вишеньки c. Мехедівка c. Озерне c. Сокириха c. Червона Слобідка                                              |
| 3  | Бербеницька сільська рада      | c. Бербениці      | c. Бербениці |
| 4  | Білогорільська сільська рада   | c. Білогорілка    | c. Білогорілка c. Воля c. Ручки                                                                                            |
| 5  | Бодаквянська сільська рада     | c. Бодаква        | c. Бодаква c. Заморіївка c. Нижня Будаківка c. Пісочки c. Хрулі c. Червоні Луки                                            |
| 6  | Вирішальненська сільська рада  | c. Вирішальне     | c. Вирішальне c. Бешти c. Високе c. Гірки c. Сльозиха c. Часниківка c. Шкадрети                                            |
| 7  | Гирявоісковецька сільська рада | c. Гиряві Ісківці | c. Гиряві Ісківці c. Веселе c. Зірка c. Млини c. Степне c. Слобідка c. Старий Хутір c. Червона Балка c. Чижі c. Шевченкове |
| 8  | Жабківська сільська рада       | c. Жабки          | c. Жабки c. Нове |
| 9  | Ісковецька сільська рада       | c. Ісківці        | c. Ісківці c. Дрюківщина c. Овдіївка c. Скоробагатьки c. Яблунівка                                                         |
| 10 | Лучанська сільська рада        | c. Лука           | c. Лука с. Юсківці |
| 11 | Корсунівська сільська рада     | c. Корсунівка     | c. Корсунівка c. Вовківське c. Потоцьківщина c. Пласківщина c. Саранчине                                                   |
| 12 | Пісківська сільська рада       | c. Піски          | c. Піски c. Шевченки c. Яремівщина                                                                                         |
| 13 | Погарщинська сільська рада     | c. Погарщина      | c. Погарщина c. Дібрівне                                                                                                   |
| 14 | Ригівська сільська рада        | c. Риги           | c. Риги c. Венслави c. Пестичевське                                                                                        |
| 15 | Свиридівська сільська рада     | c. Свиридівка     | c. Свиридівка c. Дереківщина c. Парницьке c. Степуки c. Яшники                                                             |
| 16 | Токарівська сільська рада      | c. Токарі         | c. Токарі c. Гамаліївка c. Долинка c. Пучківщина c. Руда                                                                   |
| 17 | Харківецька сільська рада      | c. Харківці       | c. Харківці c. Архипівка c. Западинці                                                                                      |
| 18 | Яхниківська сільська рада      | c. Яхники         | c. Яхники c. Романиха c. Шмиглі                                                                                            |

## Історія

### До заснування Лохвиці
Територія Лохвицького району була заселена ще на почтаку нашої ери. Свідчення тому — ранньослов'янський могильник Черняхівської культури. В X—XI ст. ця місцевість була одним із укріплень оборонної лінії Посулля та входила до складу Переяславського князівства [Архівовано 15 січня 2020 у Wayback Machine.].

### У складі Литовського князівства та Речі Посполитої
В 1320 році адміністративний центр району — місто Лохвиця. Невелике поселення вперше офіційно згадується в історичних документах в зв'язку з належністю його до Великого князівства Литовського. В XV столітті поселення було вотчиною князів Глинських. В 1500 році Московія захопила частину північно-східних земель і утворила Путивльське воєводство, до складу якого увійшла і Лохвиця. На рубежі XVII століття, в результаті військового конфлікту між польсько-литовською державою Річ Посполита і Московією, Лохвиця відійшла до  Речі Посполитої і з навколишніми територіями перебувала у володінні князів Вишневецьких.
У «Книге большого чертежа», 1618) Лохвиця зазначена як «городок», що мав фортифікаційні укріплення. Місто також відображене на карті книги «Опис України» французького інженера Гійома Левассера де-Боплана, виданій у Руані в 1651 році. У 1644 р. місто одержало магдебурзьке право і герб, що зображував міські ворота з баштами на них.
Протягом 1648—1658 років Лохвиця — сотенне місто Миргородського, пізніше Лубенського (1658—1781 р.р.)полків. Під час Визвольної війни проти польської шляхти лохвицька козача сотня у складі війська Богдана Хмельницького брала участь у битвах під Пилявцями (1648), Зборовом (1649), Берестечком (1651), Батогом (1652), Жванцем (1653). Під час Північної війни між Росією і Швецією Лохвицький сотник П.Мартос підтримував гетьмана Івана Мазепу. У місті знаходилася гетьманська казна.

### Російська імперія
Після ліквідації автономії Лівобережної України Лохвицький повіт увійшов до складу Чернігівського намісництва (1781—1796), а згодом — до  Малоросійської (1796—1802) та  Полтавської губерній (1802—1923). Межі Лохвицького повіту у різні часи були неоднаковими. До його складу входили десятки менших чи більших сіл, хуторів та поселень сучасної Чорнухівщини, Сумщини та Чернігівщини.

Тютюнова фабрика С. Х. Дунаєвського

На початку ХХ століття Лохвицький повіт був в основному сільськогосподарським. Разом з тим на його території працювало кілька невеликих промислових підприємств та кустарних майстерень. В повіті, зокрема, працювало 7 цегельних заводів, завод по обробці шкір тварин, два винокуренних заводи, механічна слюсарна майстерня, скотобійня, два ковбасні цехи, воскобійня, фабрика олійних фарб, пізніше стала до ладу тютюнова фабрика Дунаєвського.
Протягом 1905—1907 років у Лохвицькому повіті відбулися перші масові заворушення проти самодержавної політики, в яких активну участь брав письменник з с. Харківці Архип Тесленко.
Переписом 1910 року у Лохвиці зафіксовано 1689 господарств (козацьких — 691, селянських — 216, єврейських — 406) і 9531 жителя. Станом на 1917 рік у місті діяли 6 православних церков і синагога, жіноча гімназія, реальне, міське та комерційне училища, учбові ремісничі майстерні, електростанція, аптека, земська лікарня, кінотеатр, Народний будинок (театр), Товариство сільських господарств, два товариства взаємного кредиту, три друкарні, цегельний і шкіряний заводи, тютюнова фабрика.
Напередодні революційних подій 1917 року Лохвицький повіт включав 260 населених пунктів, об'єднаних у 15 волостей — Андріяшівську, Білоусівську, Білоцерківську, Вороньківську, Гнідинську, Івахницьку, Лохвицьку, Луганську, Мокіївську, Озерянську, Пісківську, Свиридівську, Сенчанську, Чорнухинську, Юсківську). У повіті діяло 158 шкіл, де навчалося 9996 учнів, на 15 лікарняних дільницях працювало 16 лікарів і 27 фельдшерів.

### Радянська влада
10 березня 1917 року обрано першу Лохвицьку Раду робітничих і селянських депутатів. Радянську владу на Лохвиччині було проголошено 22 січня 1918 року на першому повітовому З'їзді Рад Лохвиччини, а 7 березня 1923 року був утворений Лохвицький район як окрема адміністративно-територіальна одиниця у складі 6 волостей. В квітні 1923 року було створено Роменську округу, яка складалася з Роменського, Гадяцького,  Лохвицького повітів, двох волостей з Прилуцького та Лебединського повітів. У 1927 році Роменська округа складалася вже з 13 повітів, найбільшим з яких був Лохвицький. Згодом Лохвицький район увійшов до складу Лубенського округу, а з вересня 1930 року — наш район перебував у складі Харківської області. І тільки у вересні 1937 року став районним центром Полтавської області.

### Голодомор
Не обійшло Лохвицький район лихо голодомору 1932—1933 років та процес примусової колективізації. Використовуючи репресивні органи, більшовики провели примусове об'єднання селян спочатку в комнезами, комуни та товариства по спільному обробітку землі, а згодом — у колгоспи. Станом на 1 жовтня 1932 року Лохвицький повіт був майже повністю колективізований [Архівовано 21 січня 2021 у Wayback Machine.], тобто колгосп чи артіль діяли у кожному населеному пункті. На початку 30-х років колгоспи Лохвицького району вирощували цукрові буряки, які везли на переробку до Лохвицького цукрового заводу, що став до роботи у жовтні 1929 року. У 1934 році почав працювати Лохвицький спиртовий завод. На фоні ж здобутків від соцбудівництва та колективізації [Архівовано 28 лютого 2022 у Wayback Machine.] у районі, як і в цілому по Україні, лютував страшний голод [Архівовано 20 січня 2021 у Wayback Machine.]. У списку голодуючих 25 районів Харківської області, до якої тоді належав наш район, було вказано, що в Лохвицькому районі вражено голодом 13 сіл [Архівовано 24 лютого 2014 у Wayback Machine.], а відпущено продовольчої допомоги тільки 550 центнерів.

### Радянсько-німецька війна
Складним випробуванням для жителів району стала Друга світова війна. Вже 12 вересня 1941 року Лохвиця була захоплена фашистами. Намагаючись затримати рух фашистів у вересні в районі урочища Шумейково потрапили в оточення 800 наших бійців на чолі з командуванням Південно-Західного фронту. 22 вересня майже всі вони полягли смертю хоробрих у нерівному бою з фашистами. У вересні 1976 року в урочищі Шумейково був урочисто відкритий Меморіальний комплекс. Загалом же, 15540 жителів Лохвицького краю билися в боях, 7757 лохвичан загинули в тій боротьбі. Більше 8 тисяч жителів за подвиги перед Батьківщиною були нагороджені орденами і медалями, 14 із них було присвоєно  звання Героя Радянського Союзу. За роки окупації району (1941—1943 рр.) фашисти вивезли на каторгу до Німеччини 3745 хлопців і дівчат з Лохвицького краю, 668 лохвичан загинули в гестапо. 12 травня 1942 року на околиці міста фашистами були розстріляно 287 жителів міста єврейської національності.

Активну боротьбу з німецькими окупантами проводили партизани та підпільники, що діяли на території району. Було організовано 13 підпільних груп, що об'єднували понад 300 чоловік. Найбільшим партизанським об'єднанням був загін «Сокіл» під командуванням Є. Х. Соколовського та А. С. Ярового. Цей загін діяв на території кількох районів Полтавської та Чернігівської областей.

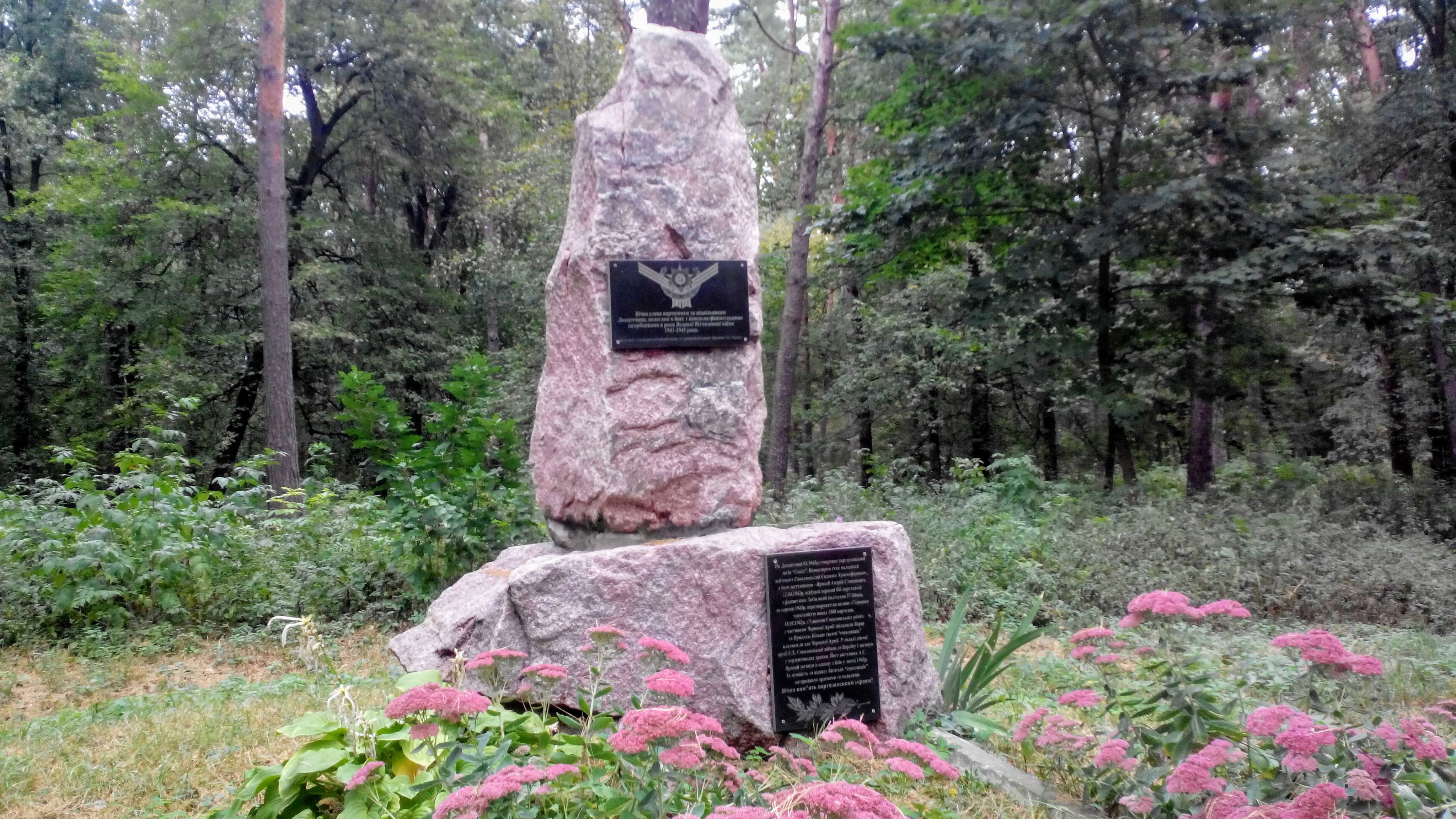
Пам'ятний знак партизанському загону «Сокіл» у сосновому лісопарку в Лохвиці

13 вересня 1943 року війська 309 стрілецької дивізії звільнили Лохвицький край від фашистів. Під час Другої  світової війни 14 мешканців Лохвицького району стали Героями Радянського Союзу — С. Ф. Севастьянов, В. О. Бондаренко, М. Д. Дронов, П. І. Єрмак, І. К. Лета, М. Ю. Матвієнко, О. О. Мироненко, І. Г. Романенко, Г. М. Сердюк, Д. П. Шингирій, В. П. Шульга, Є. І. Усенко. Лохвицьке коріння мав і відважний герой-підводник Олександр Маринеско, якого сам Адольф Гітлер називав «ворогом № 1».

### Повоєнний час
Внаслідок воєнних дій район поніс значні матеріальні втрати, які обчислювалися у більше як 700 млн тодішніх карбованців. Лише у 1950 році всі посівні площі було освоєно, відновлено поголів'я худоби і птиці. Золотими літерами в історію нашого краю вписані імена Героїв Соціалістичної праці: Вівчаренка М. І., Головка С. С., Іващенка Г. М., Тарасенка О. Т., Труша В. І., Юрченка М. Т., Кавалера орденів Трудової Слави Овраменка І. М.
Від 1966 року після відокремлення Чорнухинського району Лохвицький район існує в нинішніх межах. Його загальна територія складає 1,3 тисячі квадратних кілометрів.

### Незалежність
1 грудня 1991 року на Всенародному референдумі лохвичани більшістю проголосували за незалежність України.
У рамках децентралізації в Україні 17 липня 2020 року постановою Верховної Ради України Лохвицький район було ліквідовано, а його територію включено в Миргородський район.

## Економіка
Основні галузі промисловості: нафтовидобувна, газовидобувна, харчова.
У галузях економіки району працює 9 тис. чол. Із них у сфері матеріального виробництва — 52,7 % (у тому числі майже половина — у сільському господарстві). Рівень безробіття становить 3,1 %.
АПК району налічує 23 сільськогосподарські підприємства та 68 фермерських господарств. Площа сільгоспугідь (по всіх товаровиробниках, включаючи підсобні господарства) становить 100,3 тис. га. У структурі сільськогосподарського виробництва обсяги рослинництва становлять 77,7 %, тваринництва — 22,3 %. Основні галузі рослинництва: зернова, технічна. Основні галузі тваринництва: вирощування ВРХ, свинарство.
У промисловості району працює 7 підприємств — юридичних осіб. Основні види промислової діяльності: виробництво цукру, хліба та хлібобулочних виробів, комбікормів, цегли, компонентів моторного палива альтернативного (КМПА). Розташоване на території району в місті Заводське ПрАТ «Склоприлад» займається виробництвом термометрів побутових, термометрів технічних, лабораторного посуду.

## Транспорт
Транспортна мережа загального користування налічує 40 км залізничних колій та 419 км доріг.

## Населення
Розподіл населення за віком та статтю (2001):
| Стать | Всього | До 15 років | 15-24 | 25-44 | 45-64 | 65-85 | Понад 85 |
| --- | ------ | ----------- | ----- | ----- | ----- | ----- | -------- |
| Чоловіки | 23 198 | 4321        | 2938  | 6846  | 5892  | 3054  | 147      |
| Жінки | 28 240 | 4008        | 3199  | 6802  | 7099  | 6396  | 736      |
| \| Статево-вікова піраміда \| Статево-вікова піраміда \| Статево-вікова піраміда \| \| ----------------------- \| ----------------------- \| ----------------------- \| \| Чоловіки \| Вік \| Жінки \| \| 147 \| 85 + \| 736 \| \| 232 \| 80-84 \| 865 \| \| 737 \| 75-79 \| 1974 \| \| 1068 \| 70-74 \| 2092 \| \| 1017 \| 65-69 \| 1465 \| \| 1670 \| 60-64 \| 2440 \| \| 1036 \| 55-59 \| 1247 \| \| 1546 \| 50-54 \| 1733 \| \| 1640 \| 45-49 \| 1679 \| \| 1796 \| 40-44 \| 1877 \| \| 1777 \| 35-39 \| 1671 \| \| 1658 \| 30-34 \| 1614 \| \| 1615 \| 25-29 \| 1640 \| \| 1413 \| 20-24 \| 1350 \| \| 1525 \| 15-20 \| 1849 \| \| 1869 \| 10-14 \| 1694 \| \| 1389 \| 5-9 \| 1306 \| \| 1063 \| 0-4 \| 1008 \| |        |             |       |       |       |       |          |
| Статево-вікова піраміда |        |             |       |       |       |       |          |
| Чоловіки | Вік    | Жінки       |       |       |       |       |          |
| 147 | 85 +   | 736         |       |       |       |       |          |
| 232 | 80-84  | 865         |       |       |       |       |          |
| 737 | 75-79  | 1974        |       |       |       |       |          |
| 1068 | 70-74  | 2092        |       |       |       |       |          |
| 1017 | 65-69  | 1465        |       |       |       |       |          |
| 1670 | 60-64  | 2440        |       |       |       |       |          |
| 1036 | 55-59  | 1247        |       |       |       |       |          |
| 1546 | 50-54  | 1733        |       |       |       |       |          |
| 1640 | 45-49  | 1679        |       |       |       |       |          |
| 1796 | 40-44  | 1877        |       |       |       |       |          |
| 1777 | 35-39  | 1671        |       |       |       |       |          |
| 1658 | 30-34  | 1614        |       |       |       |       |          |
| 1615 | 25-29  | 1640        |       |       |       |       |          |
| 1413 | 20-24  | 1350        |       |       |       |       |          |
| 1525 | 15-20  | 1849        |       |       |       |       |          |
| 1869 | 10-14  | 1694        |       |       |       |       |          |
| 1389 | 5-9    | 1306        |       |       |       |       |          |
| 1063 | 0-4    | 1008        |       |       |       |       |          |

Національний склад населення за даними перепису 2001 року:
| Національність | Кількість осіб | Відсоток |
| -------------- | -------------- | -------- |
| українці       | 49556          | 96,23 %  |
| росіяни        | 1498           | 2,91 %   |
| білоруси       | 132            | 0,26 %   |
| вірмени        | 107            | 0,21 %   |
| молдовани      | 60             | 0,12 %   |
| інші           | 142            | 0,28 %   |

Мовний склад населення за даними перепису 2001 року:
| Мова       | Кількість осіб | Відсоток |
| ---------- | -------------- | -------- |
| українська | 49880          | 96,86 %  |
| російська  | 1409           | 2,74 %   |
| вірменська | 63             | 0,12 %   |
| білоруська | 55             | 0,11 %   |
| молдовська | 43             | 0,08 %   |
| інші       | 45             | 0,09 %   |

## Політика
25 травня 2014 року відбулися Президентські вибори України. У межах Лохвицького району було створено 55 виборчих дільниць. Явка на виборах складала — 67,83 % (проголосували 23 763 із 35 034 виборців). Найбільшу кількість голосів отримав Петро Порошенко — 50,93 % (12 102 виборців); Юлія Тимошенко — 20,73 % (4 926 виборців), Олег Ляшко — 12,19 % (2 897 виборців), Анатолій Гриценко — 5,55 % (1 318 виборців), Сергій Тігіпко — 2,46 % (585 виборців). Решта кандидатів набрали меншу кількість голосів. Кількість недійсних або зіпсованих бюлетенів — 0,83 %.

## Соціальна сфера

### Освіта
Серед закладів освіти 2 навчальні заклади І-ІІ рівня акредитації (технікуми, училища, коледжі), 2 професійно-технічні навчальні заклади, 33 загальноосвітніх та 18 дошкільних закладів.

### Медицина
У сфері охорони здоров'я задіяні 49 лікарських медичних закладів, у тому числі: 8 лікарняних закладів, 7 лікарських амбулаторно-поліклінічних закладів, 34 ФАПи.

## Культура
До районної мережі закладів культури входять 47 клубів, будинків культури, 36 бібліотек, 224 пам'ятники історії і культури, 2 музеї.

### Персоналії
Талановиті земляки, що в різні часи прославили Лохвицький край у світі, це, перш за все, філософ і поет Г. С. Сковорода, кобзар І. Г. Кравченко-Круковський,  біолог Я. К. Кайданов, юрист, академік АН УРСР М. В. Гордон, скульптори Г. Л. Пивоваров, В. Ф. Молодченко, композитори І. Й. Дунаєвський та З. Й. Дунаєвський, художник П. В. Симонов, письменники  А. Ю.  Тесленко,   О. Ф. Коломієць та багато-багато інших.